# Trischizostoma raschii
Trischizostoma raschii är en kräftdjursart som beskrevs av Boeck 1861. Enligt Catalogue of Life ingår Trischizostoma raschii i släktet Trischizostoma och familjen Lysianassidae, men enligt Dyntaxa är tillhörigheten istället släktet Trischizostoma och familjen Trischizostomatidae. Arten är reproducerande i Sverige. Inga underarter finns listade i Catalogue of Life.